# Gemini Park Bielsko-Biała
Gemini Park Bielsko-Biała – centrum handlowo-rozrywkowe w Bielsku-Białej przy ul. Leszczyńskiej 20 (między ul. Bora-Komorowskiego, Leszczyńską, Bobrową i Białą) w dzielnicy Leszczyny, w miejscu fabryki włókienniczej Welux i części Parku Strzygowskiego. Jest to drugi co do wielkości tego typu obiekt w mieście. Został wybudowany w latach 2007–2009, a także powiększony o dodatkowe kilkanaście tys. m².                                                         Rozbudowa zakończyła się 9 kwietnia 2014. W jej wyniku powierzchnia zwiększyła się łącznie do 40 tys. m², w najwyższym standardzie przeznaczonych na sklepy znanych marek, punkty usługowe oraz strefy rozrywkowe i gastronomiczne, a grono najemców powiększyło się o kilkadziesiąt nowych marek.
W Gemini Park znajduje się ponad 120 sklepów (z czego największym jest hipermarket Bi1, dawniej Real), punktów usługowych i gastronomicznych. Ponadto funkcjonuje tu m.in. 10-salowe kino sieci Cinema City.
W sąsiedztwie obiektu znajduje się specjalnie zaprojektowana infrastruktura sportowo-rekreacyjna ze ścieżkami rowerowymi, a w 2016 obok Gemini Park Bielsko-Biała powstał „Park – W DECHE!” - miejsce przeznaczone dla rodzin z dziećmi, o powierzchni 5000 m², wykonany m.in. z drewna i materiałów przyjaznych środowisku. Centrum handlowe posiada również dwa parkingi – mniejszy naziemny i większy podziemny.
Centrum Handlowe współpracuje z drużyną piłkarską TS Podbeskidzie oraz drużyną siatkarek BKS Aluprof Bielsko-Biała i siatkarzy BBTS Bielsko-Biała.
Inwestorem jest Gemini Holding, zarządcą obiektu jest firma GREM Gemini Real Estate Management Sp. z o.o.